# Musée gallo-romain de Tauroentum
Le musée gallo-romain de Tauroentum ou musée de Tauroentum est un musée situé à Saint-Cyr-sur-Mer, et construit sur les vestiges de la villa Maritima, datant de l'époque gallo-romaine, au Ier siècle ap. J.-C.

## Histoire
Le site est déjà connu sous le règne de Louis XIV. Des fouilles plus importantes débutent sous la direction d'Antoine Charras, dans les années 1920.
Le site est classé aux monuments historiques depuis le 15 janvier 1926,.
Le musée ouvre ses portes au public en 1966.